# 足立區反社會團體規制相關條例
《足立區反社會團體規制相關條例》（日语：／）是日本東京都足立区制定的条例，通称《Aleph規制条例》（日语：／）。條例將公安調查廳依團体規制法給予觀察處分的團体定義為「反社会團体」，並對這些團体課以限制。
條例規定，反社会團体及其成員有義務向足立区報告他們在区内的活動及居住狀況（第5条），而足立區有權透過上門調查等方式調查相關情況（第8条）。條例亦規定若居民感到不安，足立區可勸告團體及成員採取措施，若無視勸告還可發出驅逐命令；此外，若拒絕提交報告、提交虛偽報告或不服從命令，團體或成員有機會被裁罰過料。
2010年條例制定時，被公安調查廳依團体規制法給予觀察處分的團体共有奧姆真理教、其後繼團体Aleph及分派團体光之輪（山田集團在2017年被認定為分派集團），其中在足立区入谷有活動的Aleph為条例事實上的規管對象。當時Aleph的關聯公司在足立区購買大樓，準備當作新的活動據点，足立區於是決定制定本條例。
2010年10月22日，條例在足立区議会通過，同日施行。由於Aleph擔心給成員造成不利，拒絕提交新設施整備定期報告，2011年3月7日，足立区首次適用条例罰則，下令Aleph須支付5万日元罰款。Aleph隨後發起訴訟，要求確認条例是否適合。2013年10月31日，東京高等裁判所認為「考慮到報告屬強制，有必要作出詳尽的合理說明」，判決依条例作出的處分屬違法，足立区須取消5万日元罰款。2014年5月9日，最高裁判所駁回上訴，足立區敗訴確定。

## 外部連結
- 足立區反社會團體規制相關條例[永久]　足立区例規集